# اوگنی ایوانویچ آلکسایف
اوگنی ایوانویچ آلکسایف (روسی: Евге́ний Ива́нович Алексе́ев؛ ۱۳ مهٔ ۱۸۴۳ – ۲۷ مهٔ ۱۹۱۷) سیاست‌مدار اهل امپراتوری روسیه بود. او همچنین یک دریاسالار در نیروی دریایی امپریال روسیه، وکیل مدافع روسیه خاور دور و فرمانده کل قوای امپریال نیروهای روسیه در پورت آرتور و منچوری در اولین سال جنگ روسیه و ژاپن ۱۹۰۴–۰۵ بود.